# Ex Libris: Biblioteca publică din New York
Ex Libris: The New York Public Library este un film documentar american din 2017 despre Biblioteca Publică din New York (NYPL), film regizat de Frederick Wiseman. El a fost proiectat în competiția principală la 74-a ediția aFestivalului Internațional de Film de la Veneția unde a câștigat Premiul FIPRESCI.

## Rezumat
Documentarul explorează rolul NYPL ca o instituție rețea care oferă șanse egale de explorare, schimb și învățare pentru cetățeni. Nu există personaje centrale, ci doar o serie de viniete care înfățișează activitatea din bibliotecă, de la poezie până la construcția roboților. Biblioteca are 92 de filiale și deservește fiecare zonă diferit în funcție de nevoile comunității.
Filmul include vorbitori cunoscuți precum Richard Dawkins, Patti Smith și Elvis Costello și utilizatori anonimi ai bibliotecii din foaierele, anexele și sălile de întâlnire ale acesteia.
Administratorii care conduc biblioteca discută despre provocările pe care le întâmpină în a satisface un set atât de divers de nevoi, iar Wiseman contrastează acest lucru cu experiențele diverșilor utilizatori ai bibliotecii, inclusiv utilizatorii care vin să folosească calculatoarele bibliotecii, cercetătorii și persoanele fără adăpost.

## Primire
Ex Libris a primit aprecieri unanime din partea criticilor. Metacritic a acordat filmului un scor mediu ponderat de 91 din 100, bazat pe 22 de evaluări critice. Criticul de film Manohla Dargis de la New York Times a spus că Ex Libris este „unul dintre cele mai mari filme din cariera extraordinară a domnului Wiseman”. Ksenia Rozhdestvenskaya de la Kommersant a remarcat că Wiseman a făcut un film „despre modalități de a cunoaște lumea”, este „un film despre curiozitatea binevoitoare care rezistă ignoranței agresive”.